# جنگ داخلی تاجیکستان
جنگ داخلی تاجیکستان، که با نام جنگ داخلی تاجیک نیز شناخته می‌شود، در ماه مه ۱۹۹۲ آغاز شد و در ژوئن ۱۹۹۷ به پایان رسید. گروه‌های منطقه‌ای از مناطق و بدخشان کوهستانی تاجیکستان علیه دولت تازه تأسیس رئیس‌جمهور رحمان نبی‌اف، قیام کردند. گروه‌های شورشی توسط ترکیبی از اصلاح‌طلبان دموکرات لیبرال و اسلام‌گرایان رهبری می‌شدند که بعداً تحت پرچم اپوزیسیون متحد تاجیکستان سازماندهی شدند. دولت توسط ارتش روسیه و مرزبانان حمایت می‌شد.
منطقه اصلی درگیری در جنوب کشور بود، اگرچه ناآرامی‌ها در سراسر کشور رخ داد. جنگ داخلی در سال اول، در اوج خود بود و پنج سال ادامه داشت و کشور را ویران کرد. تخمین زده می‌شود ۲۰٬۰۰۰ تَن تا ۱۵۰٬۰۰۰ تَن در این درگیری کشته شدند و حدود ۱۰ تا ۲۰ درصد از جمعیت تاجیکستان آواره داخلی شدند. در ۲۷ ژوئن ۱۹۹۷، امامعلی رحمان رئیس‌جمهور تاجیکستان، سید عبدالله نوری رهبر اپوزیسیون متحد تاجیکستان (UTO) و گرد مررم نماینده ویژه دبیرکل سازمان ملل متحد، «توافقنامه عمومی استقرار صلح و آشتی ملی در تاجیکستان» و «پروتکل مسکو» را در مسکو، روسیه امضا کردند و به جنگ پایان دادند.

## پیشینه
در آستانه فروپاشی اتحاد جماهیر شوروی بین سال‌های ۱۹۸۸ تا ۱۹۹۱ جنبش ملی آزادی‌خواهی تاجیکان به‌سرعت در حال شکل‌گیری بود. ویژگی این جنبش در این بود که استقلال‌خواهان و روشنفکران ملی‌گرا (لیبرال دموکرات‌های طرفدار رستاخیز ملی) و مذهبیون اسلامی (حزب نهضت اسلامی تاجیکستان) همگی در یک سنگر در برابر جمهوری سوسیالیستی تاجیکستان شوروی قرار گرفتند.
حکومت کمونیستی تاجیکستان در جنوب کشور که فقیر و شمال صنعتی (که بر سر قدرت بود) پشتیبانی مردمی پر قدرتی داشت. اما مرکز و شرق کشور در اختیار ملی‌گرایان و مذهبیون بود.
حکومت کمونیستی تاجیکستان شوروی که همیشه در شعار و عمل پیرو جمهوری شوروی فدراتیو سوسیالیستی روسیه بود، تجربه تصمیم‌گیری سیاسی مستقل را نداشت؛ بنابراین توانایی تصمیم‌گیری مناسب در برابر موج اعتراضات را نداشت؛ بنابراین تحت فشار گروه‌های مخالف، «قانون زبان» (۱۹۸۹) و برشمردن دوباره زبان فارسی به عنوان زبان رسمی تاجیکستان و «اعلامیه حاکمیت تاجیکستان» (۱۹۹۰) را تصویب کرد.
این مصوبه‌ها مشکل را حل نکردند؛ زیرا هیچ‌یک از طرف‌ها دانش سیاسی کافی نداشته و طرف دیگر را به دید دشمن می‌نگریستند؛ بنابراین گذشت و مصالحه در دستور کار نبود. از سوی دیگر هریک از طرفین در پی تأمین منافع مادی خود بودند.
با ادامه درگیری‌ها طرفداران دو موافقان و مخالفان دولت به خیابان‌ها و میدان‌ها سرریز شد. در ماه آوریل ۱۹۹۲ حاجی اکبر توره‌جان‌زاده، رئیس اداره مفتیات تاجیکستان به جرگه مخالفان دولت پیوست.
در ادامه، رحمان نبی‌اف با توزیع ۱۷۰۰ قبضه کلاشنیکف میان هواداران خود و پشتیبانی مستقیم ارتش روسیه عملاً جنگ داخلی را آغاز کرد. با این کار مخالفان دولت، تعدادی از اعضای کابینه دولت و نمایندگان مجلس را به گروگان گرفتند و هواداران دولت با سلاح‌های توزیع شده دولتی پراکنده شدند.

## آغاز جنگ
طرفداران دولت با سلاح‌های دولتی با مخالفان درگیر شده و به سوی آنان شلیک کردند. در پنجم مه ۱۹۹۲ کمیته امنیت دولتی تاجیکستان (کاگ‌ب) که پیرو روسیه بود محل تجمع مخالفان را قبضه کرد. درگیری‌ها از دوشنبه به جنوب کشور و به استان قرغان‌تپه رسید. افسران و سربازان لشکر ۲۰۱ روسیه مستقر در سه شهر تاجیکستان در این درگیری‌ها شرکت مستقیم داشتند. درگیری‌ها که میان هواداران و مخالفان دولت در جنوب کشور آغاز شده بودند با گذشت زمان، جنبه قومی و محلی به خود گرفتند.

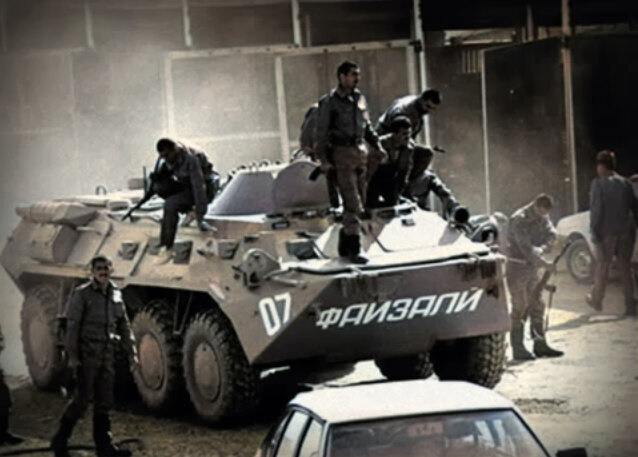
نیروهای عملیات ویژه روسیه در آغاز جنگ در سال ۱۹۹۲

در ادامه کشمکش‌های سیاسی، دولت ضعیفی به ریاست اکبرشاه اسکندرف، از شرق تاجیکستان قدرت را در دست گرفت. گرچه نام این دولت «مصالحه ملی» بود، اما دانشی در مذاکره و مصالحه نداشت. هواداران دولت رحمان نبی‌اف دولت «مصالحه ملی» را به رسمیت نشناختند و آن را آویزه دست مخالفان دولت نامیدند. آقای اسکندرف تا ماه نوامبر ۱۹۹۲ و پایان نخستین مرحله جنگ، قدرت را به دست داشت. تا این زمان حدود دو هزار نفر کشته و ده‌ها هزار نفر از استان جنگ‌زده قرغان‌تپه آواره شده بودند.
در آغاز جنگ، دو بار برای فراهم آوردن شرایط آتش‌بس و مذاکره میان طرف‌های درگیر تلاش صورت گرفته بود که مهم‌ترین آن‌ها نشست تابستانی خارغ (در بدخشان تاجیکستان) به ابتکار محمدایاز نوجوانف، وزیر کشور وقت بود. هیچک از این مذاکرات به نتیجه نرسیدند.
بوریس یلتسین در روسیه و اسلام کریموف در ازبکستان که در پی تسلط بر تاجیکستان بودند، به شدت نگران قدرت‌گیری جنبش ملی تاجیک‌ها، به‌ویژه نهضت اسلامی تاجیکستان بودند به پشتیبانی نظامی از دولت پرداختند.

## تلاش برای صلح
پش از ۴۹ روز از آغاز جنگ، در پی چندین دور گفت‌وشنود و اعمال فشار افغانستان و ایران بر مخالفان دولت و فشار روسیه بر دولت امامعلی رحمان و میانجی‌گری سازمان ملل متحد، سرانجام روز ۲۷ ژوئن ۱۹۹۷ (ششم تیر ۱۳۷۶) در مسکو، پایتخت روسیه، پیمان صلح میان سید عبدالله نوری، رهبر اتحاد نیروهای مخالف دولت تاجیکستان و امامعلی رحمان، رئیس‌جمهور تاجیکستان امضا شد.

### نقش ایران
رئیس عالی حزب نهضت اسلامی تاجیکستان به نقش ایران و شخص اکبر هاشمی رفسنجانی در دستیابی به صلح تاجیکستان در دهه ۱۹۹۰ میلادی اشاره مستقیم کرده است؛ زیرا در آن زمان ایران از بازیگران اصلی برای حل مسالمت‌آمیز نزاع داخلی تاجیکستان محسوب می‌شد.
جنگ داخلی تاجیکستان با دوران ریاست جمهوری هاشمی رفسنجانی مصادف بود. در آن زمان بسیاری از شخصیت‌ها و رهبران مخالفان دولت وقت تاجیکستان به ایران پناه برده بودند.

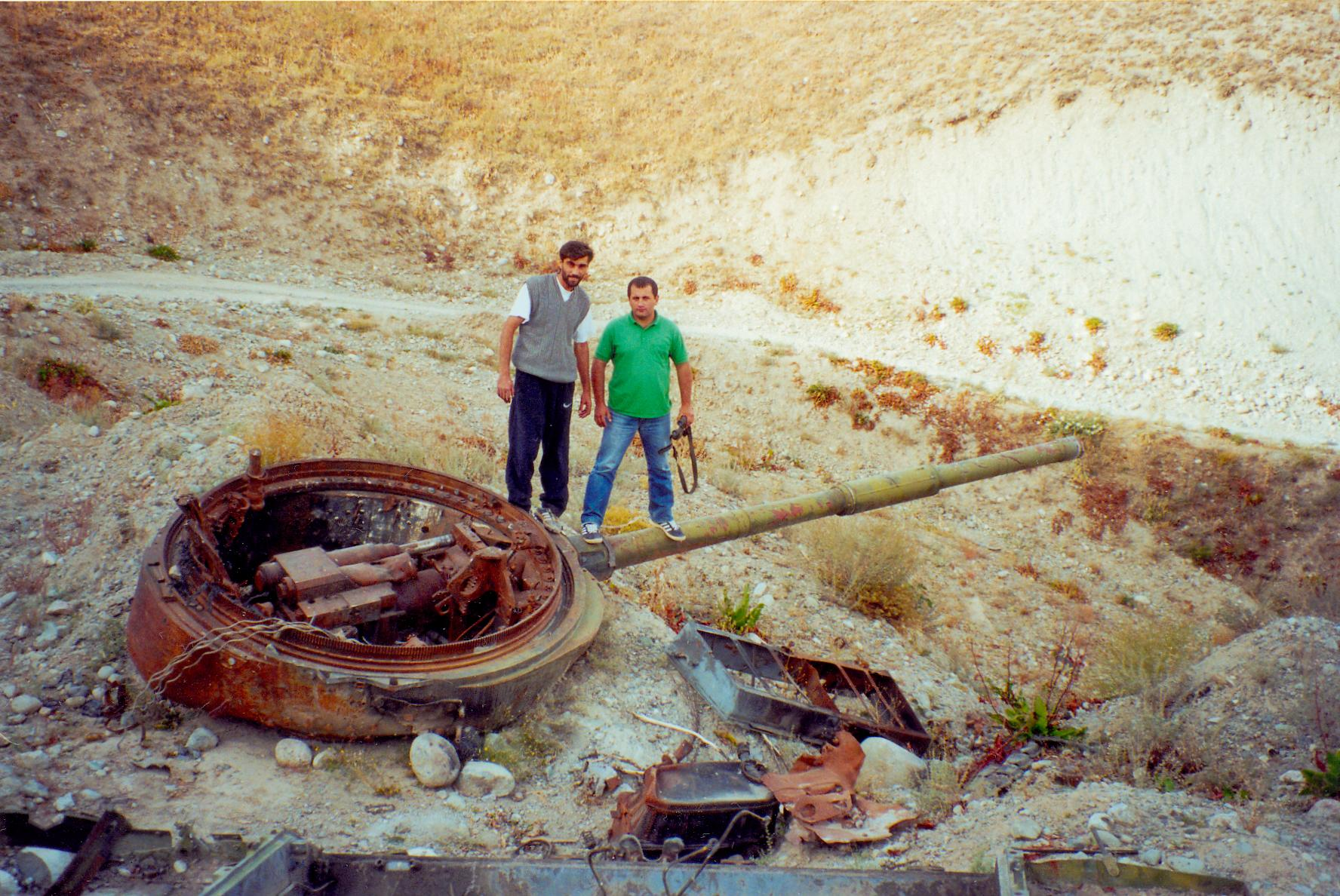
بقایای تانک تی-۶۲ استفاده شده در زمان جنگ

بسیاری از مذاکرات میان دولت تاجیکستان و مخالفان در ایران برگزار شده و خود هاشمی رفسنجانی در پیشبرد این مذاکرات نقش کلیدی داشت. در سال ۱۹۹۵ استاد سعید عبدالله نوری رئیس حزب نهضت اسلامی تاجیکستان و امامعلی رحمان رئیس‌جمهور تاجیکستان در تهران با یکدیگر دیدار کردند که گام مهمی برای برقراری صلح در کشور و پایان این جنگ محسوب می‌شد.
هاشمی رفسنجانی در ماه مه سال ۱۹۹۷ در چارچوب سفرهایی به آسیای مرکزی از تاجیکستان دیدار کرد که این اولین سفر یک رئیس‌جمهور ایرانی به تاجیکستان بود.

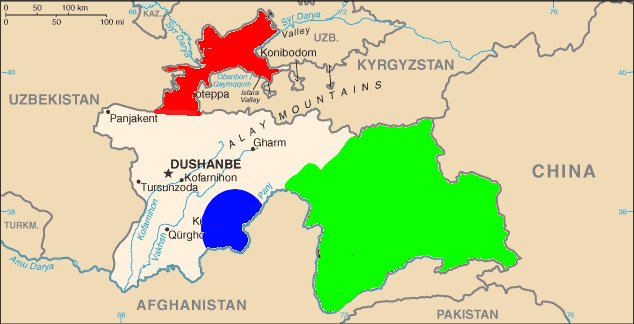
قرمز: قبایل پیشرو در ولایت سغد (شمال) آبی: کولاب در جنوب سبز: نهضت اسلامی در شرق

### مفاد پیمان
بر مبنای پیمان صلح، قرار شد مخالفان دولت از مقاومت مسلحانه دست بردارند. عفو سراسری، به رسمیت‌شناسی بی‌چون‌وچرای سکولاریسم حکومت تاجیکستان، فعالیت سیاسی آزادانه احزاب و جنبش‌های مردمی از جمله تشکل‌های مذهبی، تأمین آزادی بیان و اعتقاد، مساعدت به ایجاد جامعه مدنی آزاد، و تنفیذ سی‌درصد مقام‌ها در قوه اجرائیه به نمایندگان مخالفان دولت، از شرایط پیمان صلح بودند.

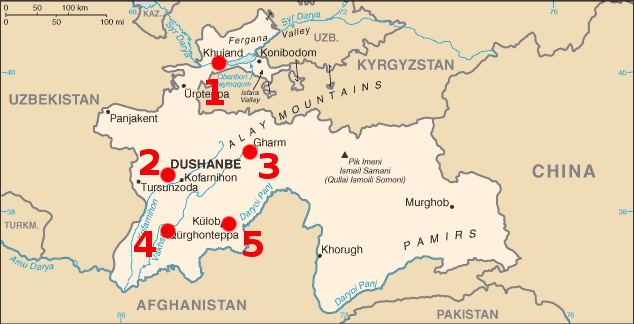
مهم‌ترین شهرها در جنگ: ۱) خجند ۲) دوشنبه ۳) غرم ۴) قرغان‌تپه ۵) کولاب

## پس از صلح

### کارشکنی‌های دولت
تا پس از سال ۲۰۱۵ و اعمال محدودیت‌ها در فعالیت حزب نهضت اسلامی، به غیر از یک مورد در سال ۲۰۰۳، طرفین صلح، یکدیگر را به نقض شرایط پیمان صلح متهم نکردند.
در طول بیست سال پس از امضای پیمان صلح و وحدت ملی، با وجود امنیت جمعی زیاد، هیچ تضمینی بر امنیت فردی هیچ‌کسی وجود ندارد. بسیاری از مخالفان امامعلی رحمان بازداشت شده و چهره‌های سیاسی سرشناس در دیگر نقاط جهان، ترور شده‌اند. دولت تاجیکستان همواره به نقض حقوق بشر متهم می‌شود. قانون‌های خوبی در قانون اساسی وجود دارند، اما عدالت قضایی وجود ندارد. دولت، ظاهراً سکولار است؛ اما بیشتر از هر موضوع دیگری در امور دینی و عقیدتی مردم دخالت می‌کند. میانگین حقوق در تاجیکستان، در پایین‌ترین و قیمت‌ها، در بالاترین رده‌های جدول کشورهای مستقل همسود قرار دارند.
هر سال بیش از یک میلیون نفر مهاجر فصلی راهی دیگر کشورها می‌شوند تا شاید کاری پیدا کنند. حدود ۳۰۰ هزار تن دیگر اجازه اقامت دائم در روسیه و قزاقستان را دارند. تا سال ۲۰۱۰ بیش از ۲۱۰ هزار تاجیک، این کشور را ترک کردند و شهروند روسیه شدند. از سال ۲۰۱۵ به بعد شمار پناهجویان تاجیک در اروپا به بیش از ده هزار نفر رسیده است.
خویشاوندسالای به رویه اصلی این کشور بدل شده و خویشاوندان شخص رئیس‌جمهور، قدرت را در هر نهادی مانند دو مجلس علیا و سفلی، شورای امنیت ملی، کمیته دولتی امنیت ملی، وزارت کشور و مرکز پژوهش‌های راهبردی وابسته به ریاست جمهوری در دست دارند.
در پی آشوب ژنرال عبدالحلیم نظرزاده، معاون وزارت دفاع تاجیکستان در تاریخ چهارم سپتامبر ۲۰۱۵ (۱۳ شهریور ۱۳۹۴) دولت تاجیکستان، حزب نهضت اسلامی را به همدستی با ژنرال شورشی و تلاش برای سرنگونی دولت متهم کرد. در پاییز ۲۰۱۵ فعالیت حزب نهضت اسلامی (تنها تشکل سیاسی-اسلامی که در پهنه شوروی پیشین رسماً فعال و بر پایه پیمان صلح ۱۹۹۷ فعالیت رسمی خود را از سر گرفته بود) ممنوع و حتی تروریستی اعلام شد. ۱۳ تن از اعضای ریاست حزب بازداشت شدند، دو معاون رهبر حزب به حبس ابد و بقیه به ۱۵ تا ۲۸ سال زندان محکوم شدند. در کل بیش از صد تن از فعالان این حزب به زندان محکوم و عده‌ای از آنان در زندان شکنجه شدند. دفترهای منطقه‌ای حزب بسته و دارایی‌های حزب و اعضای ریاست آن نیز مصادره شدند. صحبت از حزب نهضت اسلامی در رسانه‌های داخلی نیز ممنوع اعلام شد.
محی‌الدین کبیری، رهبر حزب نهضت اسلامی که پیش از اعلام ممنوعیت آن به خارج از کشور سفر کرده بود، در تبعید خود خواسته دیگر به تاجیکستان بازنگشت. او در بیانیه‌ای اعلام کرد که حزب نهضت اسلامی در «آشوب ژنرال نظرزاده» هیچ نقشی نداشته و این «آشوب» از برنامه‌های دولت امامعلی رحمان برای ایجاد بهانه‌ای برای سرکوب مخالفانش بوده است.
اکنون ممکن است یک نفر به دلیل یک تخطی کوچک در شیوه دیکته پوشیدن لباس و اصلاح سر و صورت یا به دلیل داشتن ریش بازداشت شود. کفش پاشنه‌بلند برای دختران دانشجو ممنوع است. اینترنت و گفتگوهای تلفنی تحت کنترل شدید است و به بسیاری از شبکه‌های اجتماعی می‌شود تنها با استفاده از فیلترشکن وارد شد.

### واکنش کشورها
هیچ‌یک از سازمان‌ها و کشورهای ضامن پیمان صلح تاجیکستان مانند گروه تماس (ایران، پاکستان، قزاقستان، ازبکستان، قرقیزستان، ترکمنستان) و حتی روسیه که اصلی‌ترین حامی دولت امامعلی رحمان است حاضر نشدند به درخواست دوشنبه برای تروریستی دانستن حزب نهضت اسلامی و دیگر سازمان‌ها مانند «انجمن نیروهای سازنده تاجیکستان»، «گروه ۲۴» و «جوانان برای احیای تاجیکستان» پاسخ مثبت دهند. در عین حال، هیچ‌یک از کشورهای ضامن صلح تاجیکستان و اعضای گروه تماس به ممنوعیت فعالیت حزب نهضت اسلامی اعتراض نکردند.

### ایران
در عوض، در همایش «بیداری اسلامی» سال ۲۰۱۶ رهبر حزب نهضت اسلامی به تهران دعوت شد و با سید علی خامنه‌ای دیدار کرد. این حرکت، خشم دولت تاجیکستان را برانگیخت و به دستور دولت بیش از پانزده نهاد ایرانی در تاجیکستان تعطیل شدند و روابط میان دو کشور هم‌زبان به‌طور بی‌سابقه‌ای به تیرگی گرایید.

### اتحادیه اروپا
دعوت از نمایندگان مخالفان و کنشگران جامعه مدنی تاجیکستان برای حضور در همایش سازمان امنیت و همکاری اروپا در ورشو پایتخت لهستان باعث ایراد اظهارات تند مقامات تاجیک و تعطیلی پنج دفتر منطقه‌ای این سازمان در تاجیکستان و کاهش مقام حقوقی نمایندگی آن در شهر دوشنبه شد.

### سازمان‌های بین‌المللی
سازمان‌های بین‌المللی مدافع حقوق بشر چون دیدبان حقوق بشر و عفو بین‌الملل چندین بار اعلام کرده‌اند که دولت تاجیکستان مخالفان خود را به دلایل عقیدتی و نه ارتکاب جرم مورد پیگرد قرار می‌دهد. هیچ‌یک از این بیانیه‌ها تأثیری بر تصمیم‌گیری دولت تاجیکستان نداشته‌اند و دولت همچنان می‌کوشد تنها قدرت کشور باشد و حتی به غیر از خود مخالفان بر خویشاوندان آن‌ها نیز فشار می‌آورد.

## آمار انسانی
بنا به آمار وزارت دفاع تاجیکستان، در این جنگ حدود ۱۵۶ هزار نفر کشته شدند. از ویژگی‌های این جنگ، این است که بیش از نود درصد قربانیانش نظامی نبوده‌اند.
بر اثر جنگ بیش از ۱۳۰ هزار روسی‌زبان تاجیکستان را ترک کردند. بیش از ۲۰۰ هزار تن از مردم بومی ناچار به فرار به افغانستان جنگ‌زده شدند. شماری نیز به دیگر کشورهای مستقل همسود پناه بردند. این جنگ، حدود ۵۸ هزار زن بیوه و بیش از صدهزار کودک یتیم بجا گذاشت. خسارت مالی این جنگ حدود ده میلیارد دلار برآورد شده که برای کشور کوچک و فقیری چون تاجیکستان رقمی بالا و کمرشکن است.